# Ordine della Stella del Nepal
L'Ordine della Stella del Nepal è un ordine cavalleresco del Nepal.

## Storia
L'Ordine è stato fondato il 19 novembre 1918.

## Classi
L'Ordine dispone delle seguenti classi di benemerenza:
- Membro di I Classe
- Membro di II Classe
- Membro di III Classe
- Membro di IV Classe
- Membro di V Classe
- Medaglia